# Metacrambus marabut
Metacrambus marabut là một loài bướm đêm trong họ Crambidae.